# 中山路 (合肥)
中山路，安徽省合肥市滨湖新区的一条东西向干道，得名自革命先行者孙中山，道路东起上海路，穿越滨湖新区后止于 京台高速东侧的玉龙路。沿路有安徽省行政中心、方兴湖公园、塘西河公园、中山路中学、安徽省消防总队、国家税务总局安徽省税务局稽查局、合肥师范附小等。

## 轨道交通
- █ 1号线：塘西河公园站
- █ 5号线：省行政中心东站